# 施泰德FLIRT
Stadler FLIRT （flinker leichter innovativer Regional-Triebzug，快速轻便新型区域列车）是施泰德鐵路公司生产的柴油或電力动车组軌道車。该动车组一般包括2至6节车厢，其中2至6个车轴为有动力的车轴。最高运行速度达到200 km/h（120 mph）。为了适应欧洲普遍的低站台设计，标准的地板高度为57（22英寸）。对于高站台（76cm），也可以采用78（31英寸）的高地板设计。
FLIRT列车最初是为瑞士联邦铁路设计的，初次在2004年投入使用。列车的成功运用很快得到了欧洲其他铁路公司的注意，目前已经在捷克、爱沙尼亚、德国、芬兰、匈牙利、意大利、挪威、瑞典和瑞士得到采用。至2013年8月该列车已经预定了910组。
奧地利國家鐵路於2023年訂購了電池動力版本，預計在2028年投入運行。

## 特点

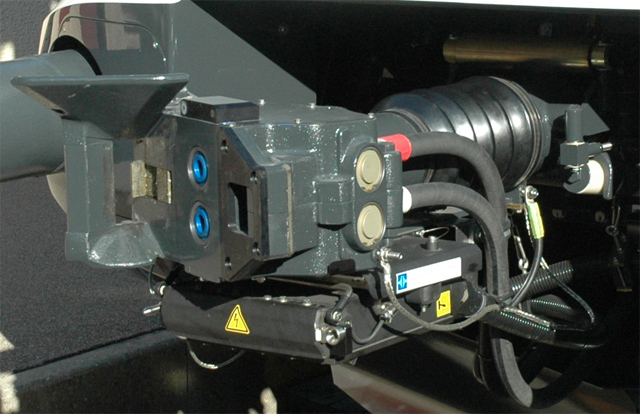
類似Schwab type系列產品

FLIRT列车是新一代的电力动车组和柴油动车组。然后该列车组的成功来自于对同样受到欢迎的Stadler GTW铁路的改进。该列车利用关节式转向架连接2至6节车厢，乘客可以利用车厢之间的通道进行移动。其中车头和车末的转向架只支撑单独一节车厢。该列车的灵活配置方式使其非常容易的根据不同铁路公司的运营环境（不同的电压，不同的轨距，和不同的界限）进行设计。列车的地板高度可以针对运营线路普遍的站台高度进行订制，对于欧洲广泛使用的低站台车站，可以提供低地板车厢。在列车两端使用了Scharfenberg自动车钩或Schwab type等铁路连接器（在瑞士联邦铁路使用），最多能够重联4列列车。
所有的FLIRT列车型号都使用ABB电气提供的绝缘閘双极晶体管整流器。动轴的异步电机都位于列车两端的转向架上面。对于2节车厢的型号，只有一端的转向架设置了动轴。对于3－6节车厢的型号，只有列车两端的转向架可以设置动轴。这样的设计限制给长编组高速度的列车带来了困难。因此在提供给芬兰国家铁路和瑞典MTR Express（由港鐵公司營運，與SJ2000列車並行）的列车型号中，列车中部（对于5节列车的3和4车厢间）的关节式转向架改为两个独立的转向架，增加了一对动轴，提升列车输出功率。每组转向架能够提供1,000kW功率，对于典型的4节编组列车（2组动力转向架）可以提供2,000kW功率，并且在短时间可以提供最高2,600kW的最大功率。根据列车编组长度，动轴布置和列车重量，列车最高运行速度能够达到200 km/h（120 mph），列车启动加速度在0.8—1.2 m/s2（2.6—3.9 ft/s2）之间。
FLIRT列車的柴油動力、柴油電力雙動力源、柴油－電池雙動力源、電池驅動版本，基本設計與電聯車相同，但編組中間加上了一節車長約為客車廂之三分之一的動力車，內有發電模組（如柴油引擎）與儲電模組（如電池），使得列車能行駛於無外界電源之路線。動力車廂設有中央通道，以便乘客來往通行於兩端的客車廂。

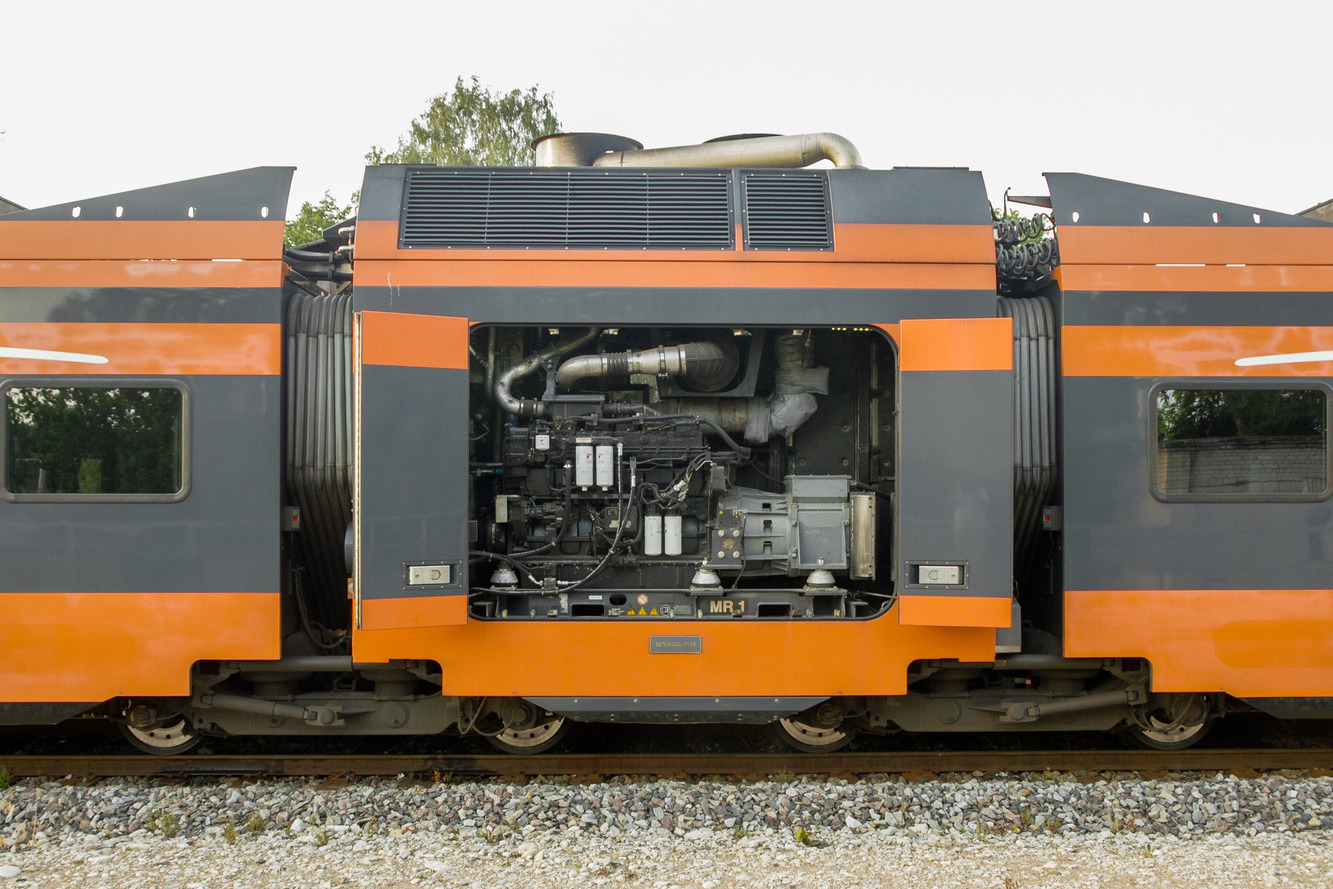
"PowerPack" car of a diesel Flirt with open compartment of diesel-generator

## 运用

### 瑞士
瑞士联邦铁路是FLIRT列车的第一个客户，在2002年9月预定了42组列车，并且预留了未来增订100组列车的选择。第一组列车在2004年在楚格城市铁路开始运行。

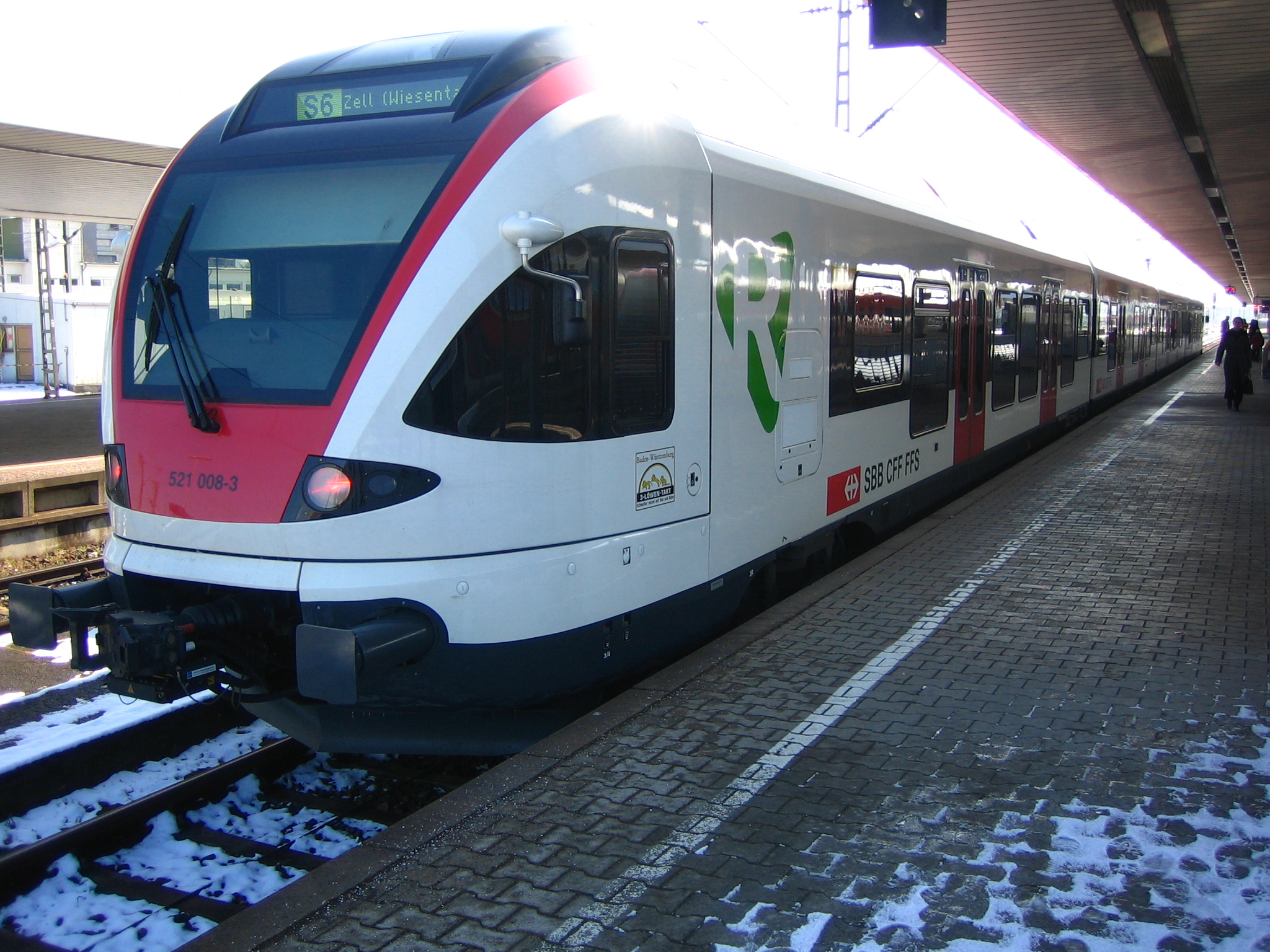
在巴塞尔 S-Bahn 使用的 瑞士联邦铁路 RABe 521

2009年，瑞士联邦铁路一共订购了117组列车，为了能够驶入邻国不同的铁路系统，分成了4种不同的型号。最基本的型号为运用在楚格城市铁路和洛桑RER的「RABe 523」。这43组4辆编组的列车只能在瑞士境内使用。巴塞尔S-Bahn拥有4节编组或6节编组的FLIRT列车，其中30组「RABe 521」可以在德国境内使用，14组「RABe 522」可以在法国境内使用。最后一个型号的列车为可以在意大利使用的「RABe 524/ETR 150」，这些列车在连接提契诺州和意大利北部的TILO列车服务中使用。第一批订单包括19列4节编组列车，第二批订单包括11列6节编组列车，并且增加了ETCS第二级信号系统。

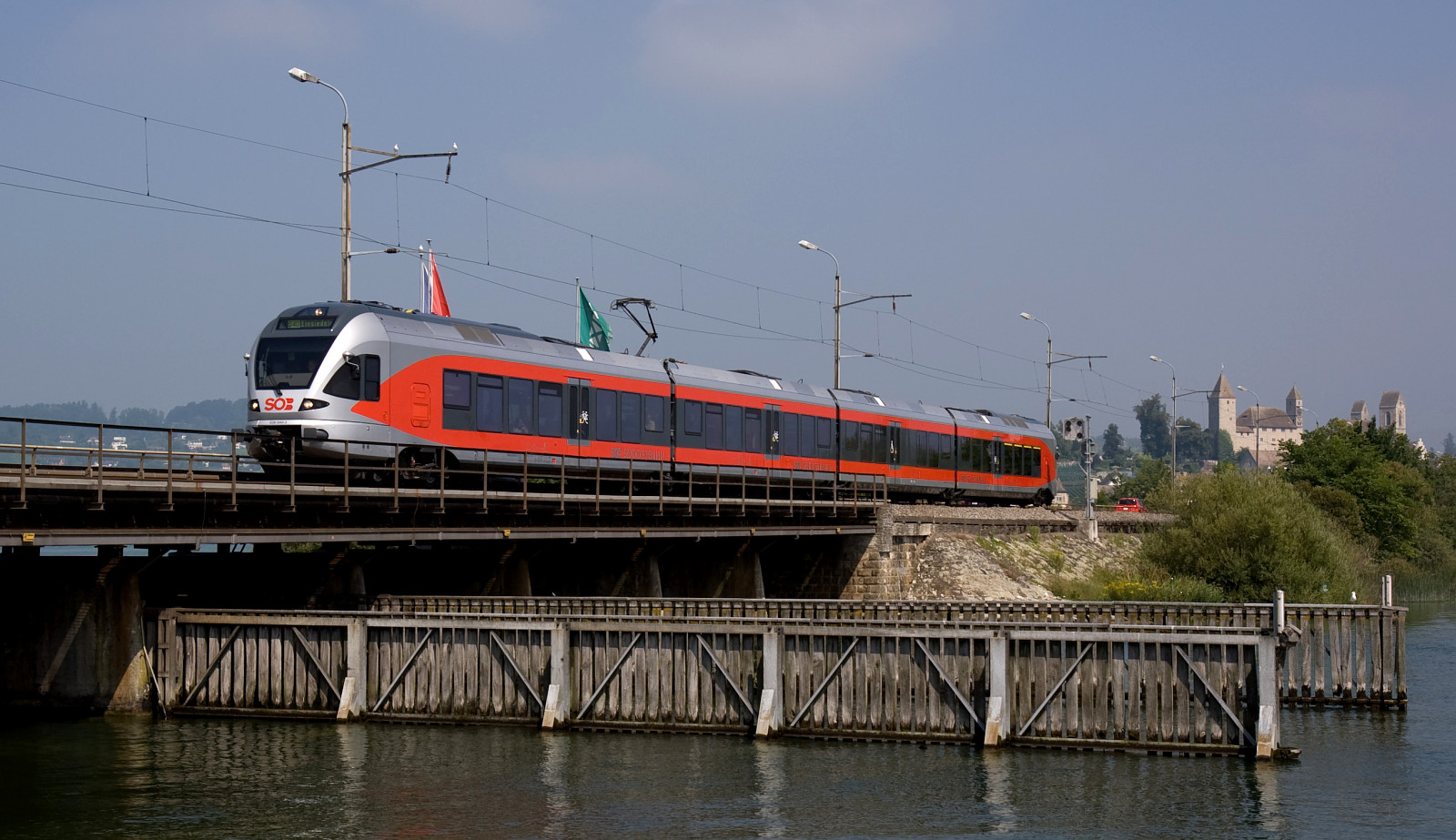
瑞士东南铁路 使用的 Stadler FLIRT 列车

除了瑞士联邦铁路，瑞士还有两家瑞士东南铁路拥有11列型号为「RABe 526」的列车，納沙泰爾鐵路（transN）拥有3列型号为「RABe 527」的列车。伯恩BLS鐵路在2017年訂購了58列Stadler Flirt，將於2021-26年上路，包含了區間快（RegioExpress）和S-Bahn。

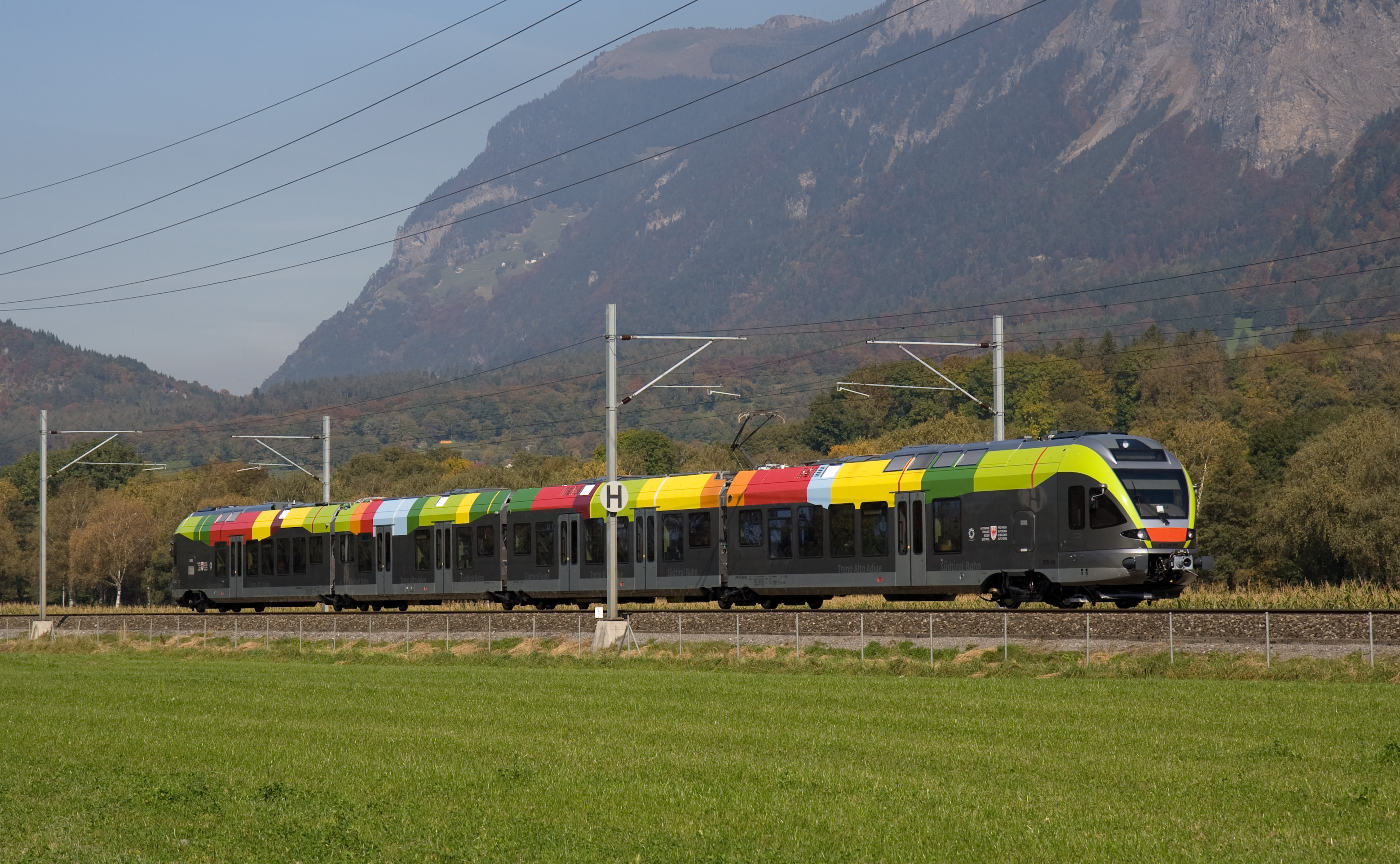
在瑞士进行测试的 Südtirol Bahn FLIRT 列车

### 瑞典
自港鐵公司於2014年成為第二個瑞典斯德哥爾摩至哥德堡之間運行城際列車服務營運商後，引入本型列車（當地稱為X74型動力分散型動車組）以增強服務。在該線上營運的本型列車，以5卡為一組（3M2T），其中一卡為集電弓動力車卡。

## 图库

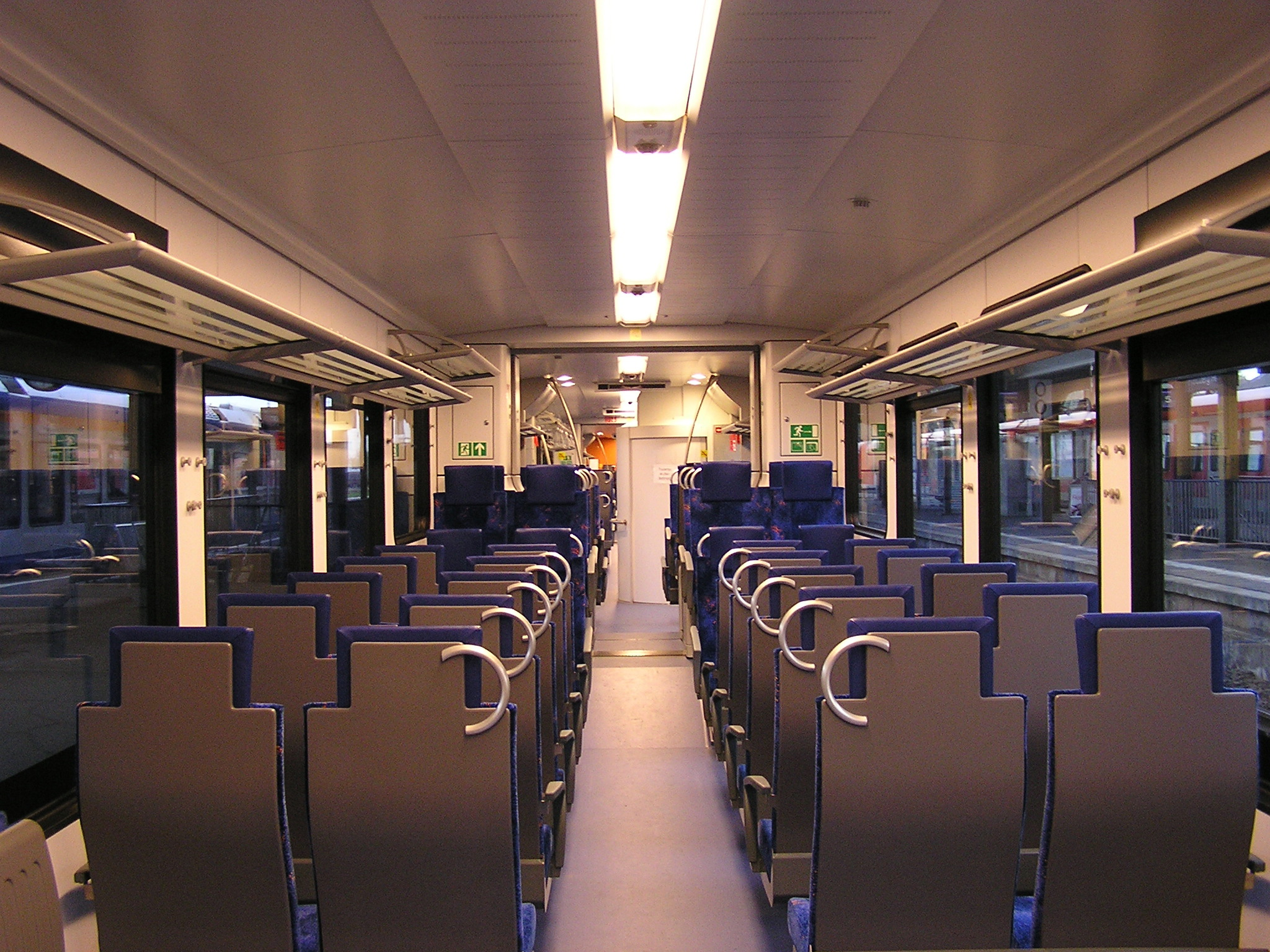
德国 FLIRT 列车内景
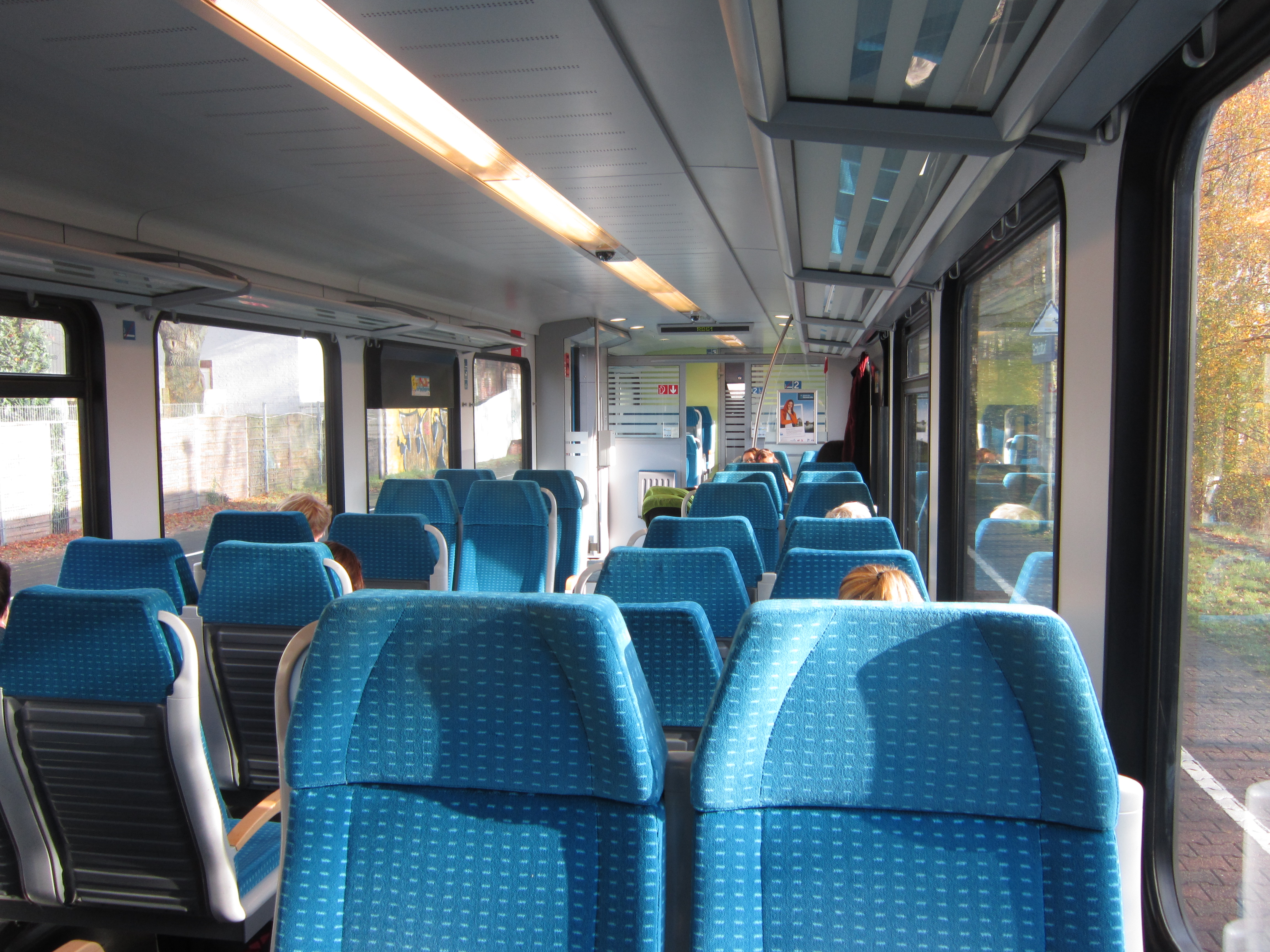
德国 Westfalenbahn FLIRT 列车内景

## 关联项目
- Alstom Coradia
- Siemens Desiro